# Francisco Luzón
Francisco Luzón López (El Cañavate, Cuenca, España, 1 de enero de 1948-Madrid, 17 de febrero de 2021) fue un economista y banquero español. Participó en la transformación de la banca española y latinoamericana de los últimos treinta años, asumiendo importantes responsabilidades en entidades como el Banco de Vizcaya, Banco Bilbao Vizcaya, Argentaria o el Banco Santander. Ha sido promotor de proyectos y plataformas educativas como Universia, asentados en la colaboración público-privada, que fomentan el trabajo en red, especialmente entre España y Latinoamérica.
El 6 de noviembre de 2016 anuncia que es paciente de ELA (esclerosis lateral amiotrófica) desde su diagnóstico en octubre de 2013. Así mismo anuncia la creación de la Fundación Francisco Luzón para combatir la enfermedad y apoyar la investigación.

## Biografía

### Primeros años
Francisco Luzón nació en una familia modesta, en El Cañavate, pequeño pueblo rural de la provincia de Cuenca, de donde emigró a la edad de cinco años para instalarse definitivamente en Cruces, Baracaldo (Vizcaya), donde pasó su infancia con escasos recursos económicos.
En 1966 inició sus estudios de Ciencias Económicas y Empresariales en la Universidad del País Vasco, con una beca económica concedida por su excelente expediente[cita requerida].

### Trayectoria profesional en la banca española
La carrera profesional de Francisco Luzón también empezó desde abajo, en 1972, cuando accede a un programa de formación del Banco de Vizcaya en sucursales en diferentes puntos del España. Su trabajo y visión le permitió ir escalando puestos en la institución, en donde destacó su labor de transformación de varias unidades y filiales del Banco de Vizcaya como la División de Banca Internacional; la Sucursal de Londres; el Banco de Crédito Comercial; el Banco Occidental o la Red Comercial de España del Banco, en donde, en 1987 llegó a alcanzar la posición de Consejero.

### Transformación del sistema bancario
En 1988, se realiza la primera fusión amistosa entre dos bancos españoles, el Banco de Vizcaya y el Banco de Bilbao, para crear una entidad con mayor capacidad empresarial, en la que participó activamente Francisco Luzón. A finales de ese año, el ministro de Economía y Hacienda Carlos Solchaga nombró a Francisco Luzón presidente del Banco Exterior de España (en sustitución de Miguel Boyer), por su experiencia en el sector, convirtiéndolo en el primer presidente de ese banco público sin vinculación al partido socialista. Luzón lideró la reestructuración y modernización de la entidad, incorporando talento de la banca privada, hasta lograr una empresa competitiva. 
En 1991, Francisco Luzón asume la presidencia de la Corporación Bancaria de España,  holding financiero público constituido por el Banco Exterior, la Caja Postal, el Banco de Crédito Industrial, el Banco de Crédito Local, el Banco de Crédito Agrícola y el Banco Hipotecario. Luzón lideró la fusión, reestructuración y modernización de esas 6 entidades, de diferente origen y cultura, fortaleciendo el denominado Grupo Bancario Corporación Bancaria de España "Argentaria", en donde uno de sus principales objetivos fue crear valor uniendo y desarrollando talento humano público y privado. La privatización total del holding supuso unos ingresos para el Estado desde 1993 a 1998 de 800 mil millones de pesetas, cuando su valor en el año 1991 era prácticamente nulo (en términos contables similares a las otras entidades del sistema financiero).
A finales de 1996 Francisco Luzón se incorpora al Banco Santander como consejero y director general adjunto al presidente (Emilio Botín), posición desde la que impulsó la transformación del Grupo Santander, iniciando un cambio de la cultura de gestión que la hizo más transparente y social; así como la fusión con el Banco Central Hispano, dando lugar, en enero de 1999, al Banco Santander Central Hispano. 

### Expansión de la banca española en Latinoamérica
En su etapa en el Banco Santander, Francisco Luzón llevó a cabo un nuevo hito en la banca con el presidente del Grupo: el impulso a la expansión de una entidad española en Latinoamérica, que convirtió al Grupo Santander en ocho años (1999/2006)  en la primera franquicia bancaria y financiera de la Región, con importante presencia en 10 países de América Latina. A través de la creación de la División América, en 1999, Luzón impulsó la compra, fusión y alineamiento de bancos, fondos de pensiones y compañías de seguros públicos y privados (más de 30), consolidando una única cultura común en todas las entidades del Grupo Santander en Latinoamérica. 

### Impulso de programas educativos innovadores
Durante toda su trayectoria profesional, Francisco Luzón ha tenido una intensa presencia en Fundaciones y programas de apoyo a la educación y la investigación como manera de contribuir al desarrollo social. 
Luzón fue presidente de la Fundación Banco Exterior de España e impulsó la creación y presidió la Fundación Argentaria. Ha sido Patrono de la Fundación Princesa de Asturias, de la Fundación de Ayuda contra la Drogadicción (FAD) y de la Fundación Kovacs. Además, ha tenido presencia en otras actividades de impacto social como la Ruta Quetzal Argentaria, y ha colaborado, desde la Presidencia del Consejo Social de la Universidad de Castilla-La Mancha entre 1996 y 2008, a expandir y desarrollar esta Universidad pública impulsando una visión público-privada en su gestión.
De igual manera, Luzón acompañó el proceso de expansión y consolidación de la presencia en Latinoamérica del Banco Santander apoyando el desarrollo de las relaciones del mismo con el mundo académico y universitario, a través de la implantación de Universia, la red de universidades más importante de Iberoamérica y un referente internacional de relación universitaria. Como vicepresidente mundial de Universia, Luzón ayudó con sus equipos de gestión de los países y la Administración Central del Banco a abrir portales en más de 20 países de la región, y a firmar más de 700 convenios con Universidades de toda Latinoamérica, lo que logró aglutinar a más de 19 millones de estudiantes y profesores en una red, con orientación estratégica y de gestión alineadas. 
Paralelamente, Luzón impulsó el desarrollo del Programa Innovador de Formación de Jóvenes Directivos (Fudis), enfocado a la formación de talento profesional latinoamericano, que en doce años permitió que un total de 350 jóvenes universitarios que trabajaban en el banco, accedieran a posiciones ejecutivas de primer nivel, fomentando la movilidad, la excelencia y la formación diversificada.

## Presencia en el mundo académico y de consultoría
En 2013 se jubiló en el Banco de Santander, recibiendo una pensión de 65 millones de euros, de los que ingresó a Hacienda un 52%. Tras esta etapa, Francisco Luzón se dedicó intensamente al mundo universitario, siendo nombrado Leader Professor de la Universidad China Europe Internacional Business School (CEIBS), en Shanghái, Vicepresidente de Biblioteca Nacional de España, presidente de la Escuela de Negocios de ICADE en Madrid y miembro del Consejo Latinoamericano de la Universidad de Georgetown (Washington D. C.) o miembro del Consejo Asesor Global de la Escuela de Management de la Universidad de Yale. En este periodo Francisco Luzón también se dedicó a actividades de consultoría en el Banco Interamericano de Desarrollo –BID- (Washington) y en el Mecanismo Europeo de Estabilidad –MEDE- (Luxemburgo). Ha sido asesor del Gobierno de Puerto Rico, responsabilidad desde la cual ha impulsando su presencia e influencia en todo El Caribe y Latinoamérica.

## Distinciones

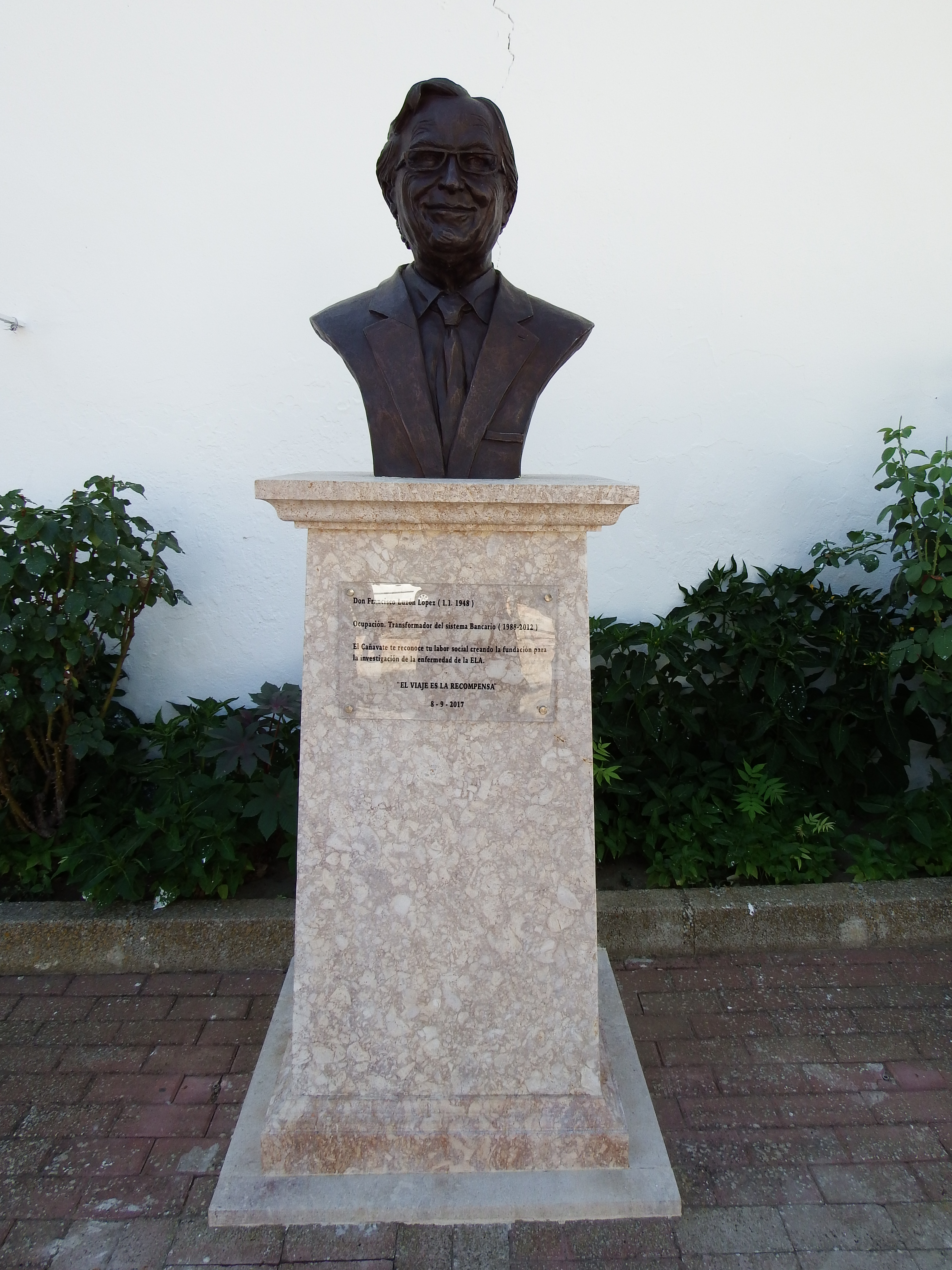
Busto de Francisco Luzón en su población natal, El Cañavate.

Francisco Luzón recibió, el 14 de noviembre de 2011, la Medalla de Oro del Mérito al Trabajo, condecoración otorgada por el Consejo de Ministros y el Ministerio de Empleo y Seguridad Social por el trabajo y esfuerzo durante sus cuarenta años de trayectoria profesional. Ese mismo año, 2011, fue nombrado doctor honoris causa por la Universidad de Castilla-La Mancha, el día 21 de junio, como reconocimiento a su trayectoria académica. En 2016, recibió el reconocimiento del Consejo Empresarial de América Latina (CEAL) por su iniciativa de apertura de ese Consejo en Puerto Rico, que ha contribuido a posicionar a ese país en al ámbito público y privado iberoamericano.
El 9 de diciembre de 2016, el Gobierno le concede la Gran Cruz de la Orden Civil de Alfonso X el Sabio, distinción que premia méritos contraídos en los campos de la educación, la ciencia, la cultura, la docencia y la investigación o que hayan prestado servicios destacados en cualquiera de ellos en España o en el ámbito internacional.
- Doctor honoris causa por la Universidad de Castilla-La Mancha (21/06/2011).[20]
- Medalla al Mérito en el Trabajo por el Ministerio de Trabajo e Inmigración de España (14/11/2011).
- Gran Cruz Orden de Alfonso X el Sabio (09/12/2016).[21]